# Rita hurrikán (2005)
A Rita hurrikán ötös erősségű trópusi ciklon volt a Bahama-szigetek, a Mexikói-öböl és az Amerikai Egyesült Államok térségében 2005 szeptemberében. Része volt a hiperaktív és katasztrofális 2005-ös Atlanti-hurrikánszezonnak, ahol ez volt a harmadik ötös erősségű ciklon. A Mexikói-öböl meleg vízfelszíne miatt (32 °C) és az előrejelzések alapján félő volt, hogy pusztítás tekintetében a nem sokkal korábban Mississippiben partot ért Katrina nyomába fog érni, amely Mississippi teljes partszakaszát és a szomszédos Louisianához tartozó New Orleans-t is letarolta. 
Óvatosságból másfél millió embert evakuáltak a vihar érkezése előtt. Végül Rita hármas kategóriájú hurrikánná csendesülve New Orleanstól nyugatabbra, Texas partjainál érte el a szárazföldet.
Rita a tizennyolcadik trópusi depresszió, a tizenhetedik nevet kapott vihar, tizedik hurrikán, az ötödik jelentősebb hurrikán, és a harmadik 5-ös erősségű ciklon volt a szezonban. Rita a negyedik legintenzívebb Atlanti hurrikán volt, és a legintenzívebb, amit valaha megfigyeltek a Mexikói-öbölben. A Rita is része a rekordokat döntő 2005-ös Atlanti-hurrikánszezonnak, mely a 10 legerősebb Atlanti-hurriánból 3-at tartalmaz, Ritán kívül kettőt (#1 Wilma #7 Katrina)

## Meteorológiai lefolyás

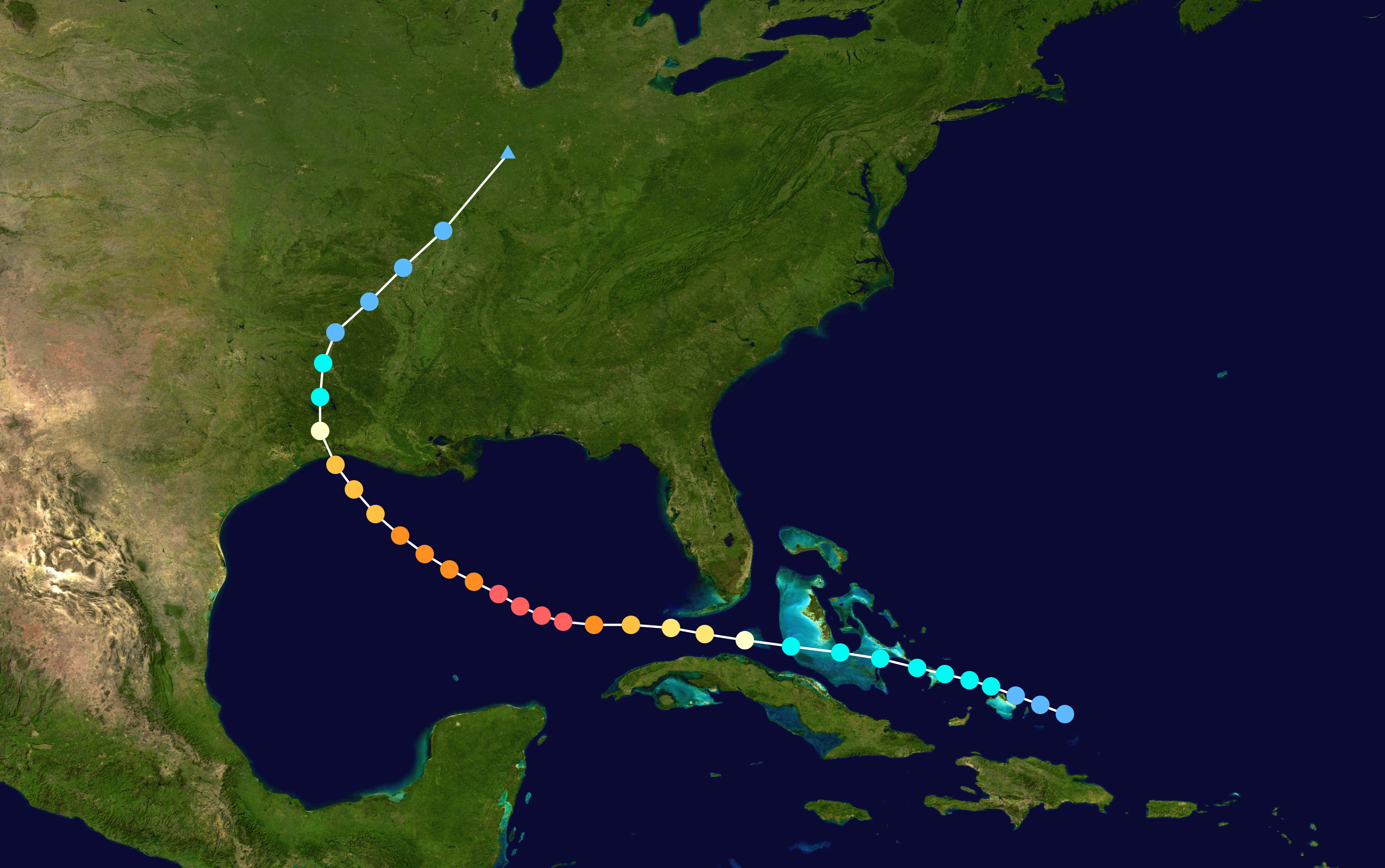
A Rita útja

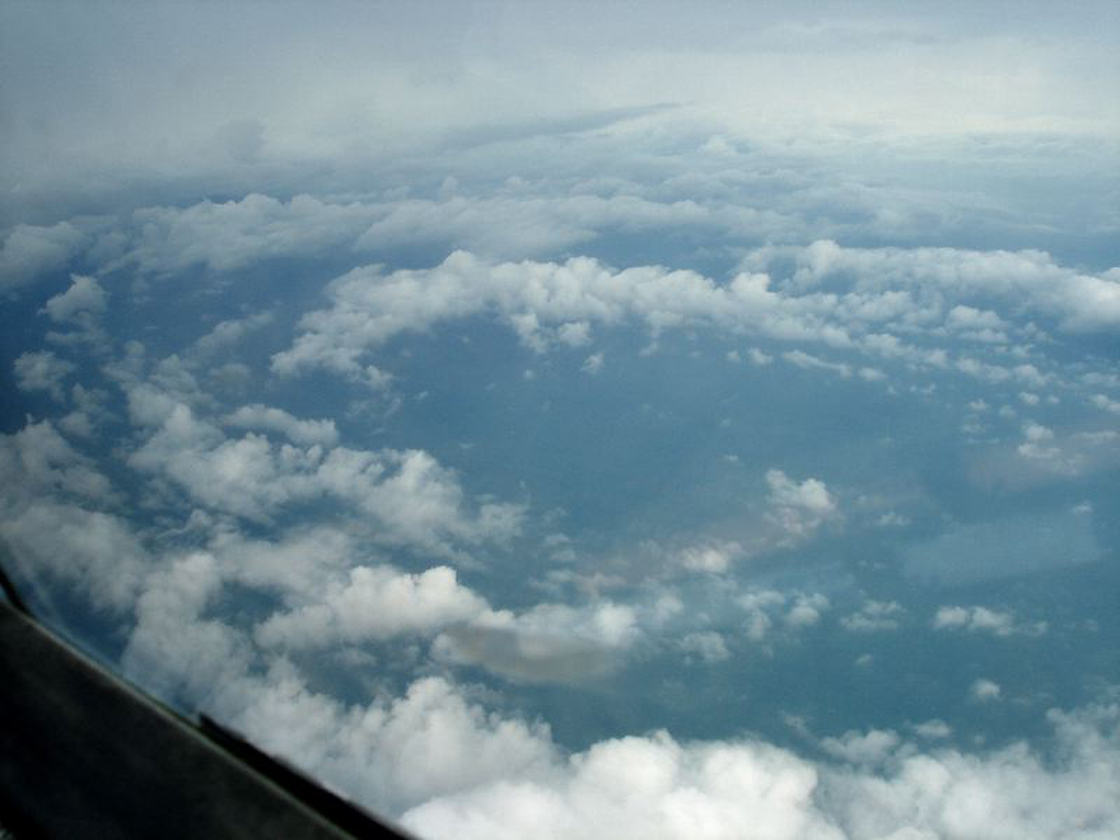
Rita szeme.

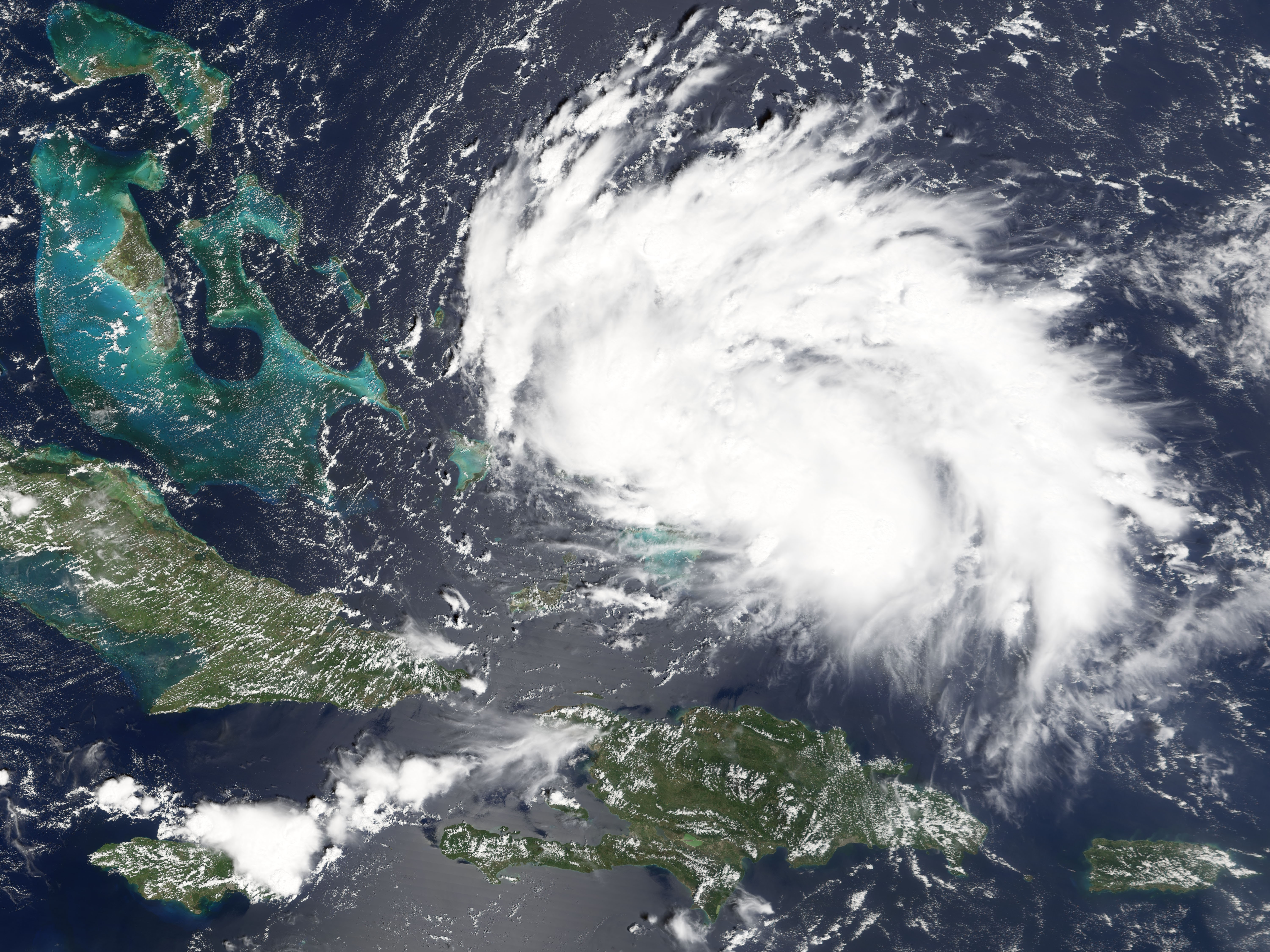
Rita a Bahamáknál

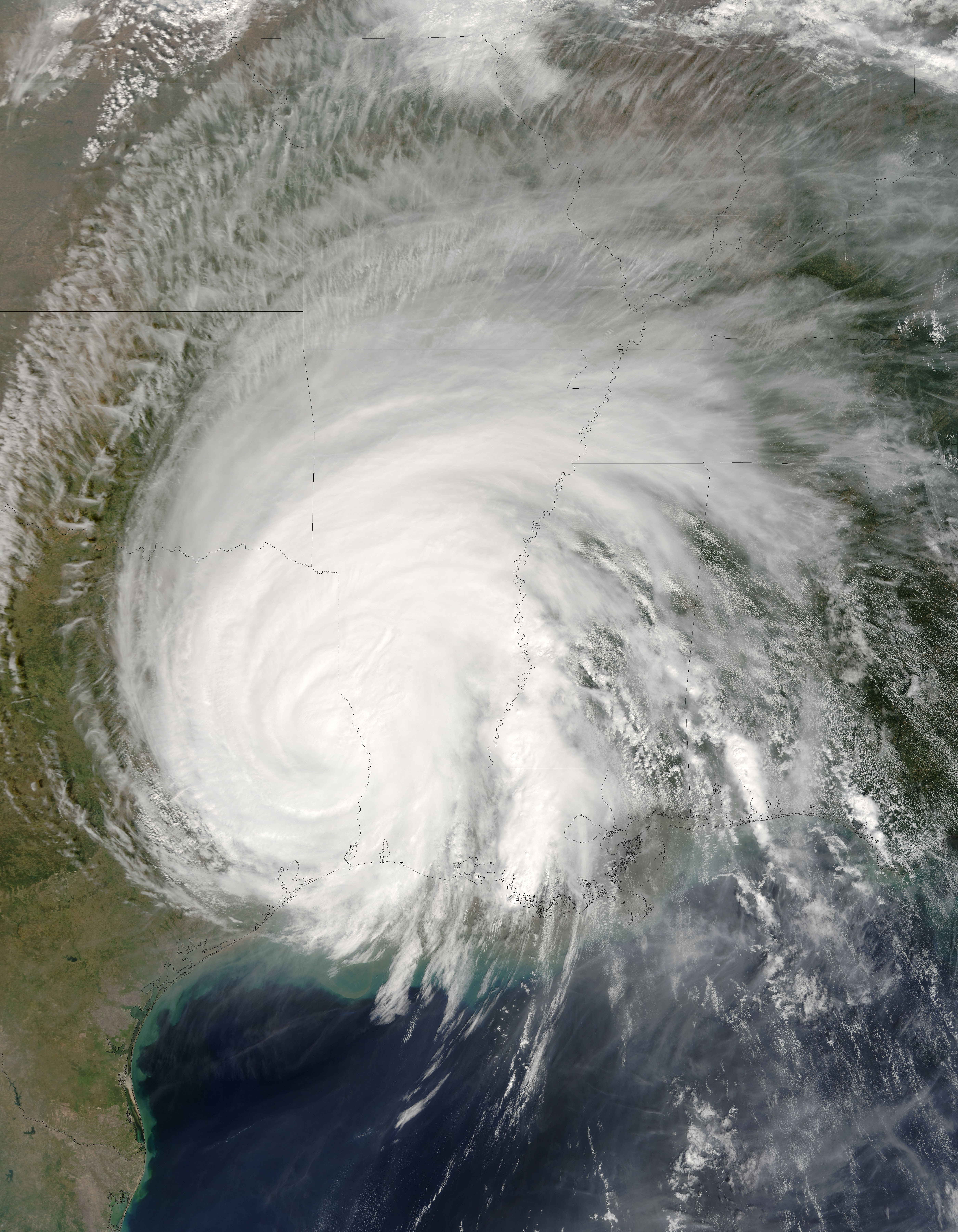
A hurrikán szeptember 25-én, az USA felett

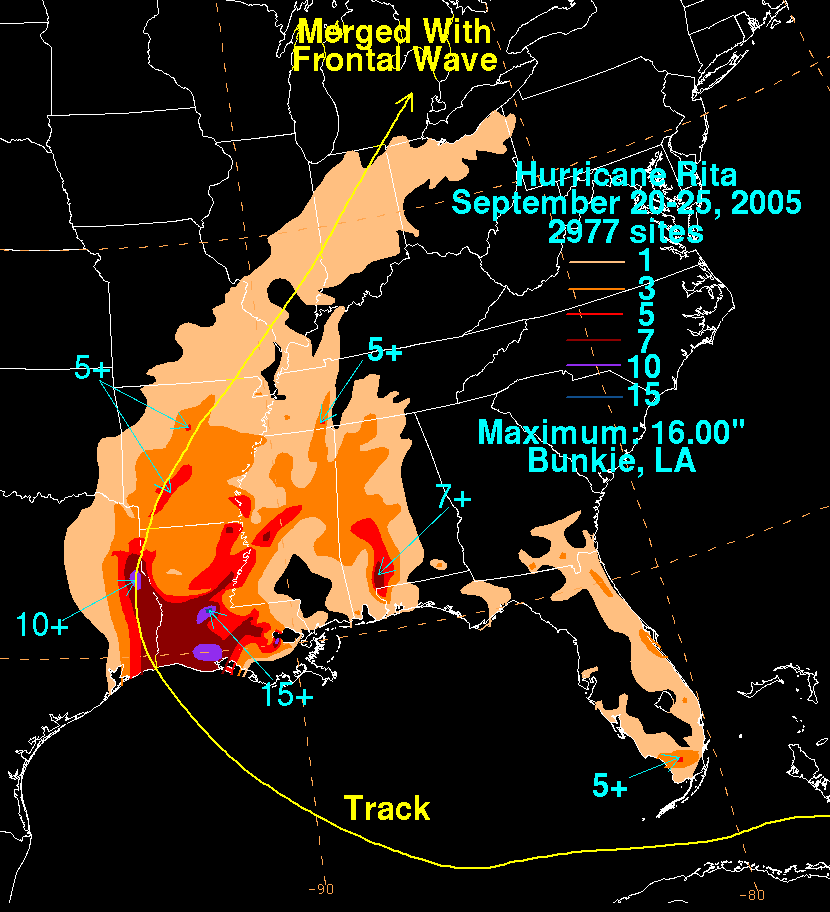
Rita csapadéka

2005. szeptember 7-én erős, Nyugat-Afrika partjai felől érkező trópusi hullám haladt át az Atlanti-óceánon, és a Kis-Antilláktól nyugat-északnyugatra haladt el. A szerveződés, és a mély légköri konvekció hiányában, a zivatarban létrejövő feszültség nem lett megfigyelve a Nemzeti Hurrikánközpont (NHC) által, mint lehetséges trópusi ciklon. A rendszerhez kapcsolódó konvekció időről időre nőtt szeptember 13-án. Pont ekkor, a Kis-Antillák felett, egy szétoszló helyi front és zivatarrendszer maradványai északnyugat felé kezdtek haladni, az alacsony légnyomású légköri képződmény felé, ami ekkorra már egyre szervezettebb lett. Amint a hullám érte, és összeolvadtak, a légnyomás ugyan megugrott egy kicsit, de a szélsebesség kezdett nőni a belsejében. Az NHC által ekkor lett először megfigyelve a vihar, és szeptember 14-én a "18-as számú potenciális trópusi ciklon"-ként figyelték tovább. Szeptember 16-án reggel a vihar nyugat felé haladt tovább a front maradványaival összeolvadva kicsit több, mint egy napig. Szeptember 18-án 00:00 UTC-kor az NHC hivatalosan is felvette a rendszerbe a vihart 18-as számú trópusi depresszió néven, az átlagszélsebesség pedig meghaladta az 55 km/h-t. A vihar központja ekkor 130 km-re (60 mérföldre) volt a Nagy Turk szigettől (Turks- és Caicos-szigetek), és fejlett viharsáv funkciókkal rendelkezett. Mivel kedvező feltételek voltak a vihar fejlődéséhez, és szerveződéséhez, már aznap 18:00-kor az átlagszele elérte a 65 km/h-t, ezzel trópusi viharrá fejlődve (időjárási ballonok és repülők alapján). A keletkezett trópusi vihar a "Rita" nevet kapta. Ebben a hurrikánszezonban ez lett a 18. kialakult rendszer, és a 17. elnevezett vihar, ami már bőven a szokványos feletti. Ritát egy magasabb szintű függőleges szélnyírás, ami délkelet felé fújt, ebbe az irányba kezdte sodorni a vihart, de elgyengült, Rita pedig azonnal nyugat-északnyugat felé fordult, és a sekély vízű Bahamák felé érkezve az átlagszele 100 km/h fölé nőtt, és végül nyugat felé továbbmenve, szeptember 20-án 18:00 UTC-kor pedig a Floridai-szoros felett Rita elérte az 1-es kategóriájú hurrikán legalsó határát jelentő 119 km/h-s állandó átlagszelet. Ekkor a belsejében 985 mbar-os (29,09 inHg-s) nyomás uralkodott. 6 órával később, Rita 2-es kategóriájú hurrikánná erősödött a Florida Keys szigetektől 72 km-re délre. A Floridai-szoroson áthaladva érintette Florida déli részét, illetve Kubát. Az előbbin heves esőzést, az utóbbin szinten esőzést, illetve kisebb áradásokat okozott. A Mexikói-öbölbe belépve a párás levegőnek és meleg tengervíznek köszönhetően Rita elérte a 3-as erősségű ciklonhoz szükséges minimum átlagszelet szeptember 21-én 06:00 UTC-kor, ezzel jelentősebb ("major") hurrikánná válva,(a szezonban az ötödik, ami szinten átlag feletti) a belső nyomása pedig egyre inkább csökkent. A Ritából kisebb felhőkarok nyúltak ki, és erősödött a kicsapongó szél. A Mexikói-öbölben pedig a "Loop-current"-nek köszönhetően, (ami egy a Mexikói-öbölben, a Yucatán-félsziget felől Florida felé áramló meleg tengeráramlat) amin túlhaladt, gyorsan erőre kapott, és fejlődésnek indult. A vihar szeme már teljesen kifejlett volt. Rita nem sokkal később már 4-esre erősödött, szeptember 21-én 18:00 UTC-kor pedig az NHC közölte, hogy a Rita az SSHS skála legmagasabb fokozatát érte el, és 5-ös kategóriájú hurrikánként tevékenykedik a Mexikói-öböl felett. A levegő páratartalma szinte 100%, a víz hőmérséklete pedig egyes helyeken elérheti a 33 °C-ot (91 °F, 306 °K, 24,8 °Rø, 26 °Ré, 551 °R, -8,3 GM, 100,5 °De, 11 °N). Rita szeptember 22-én 03:00 UTC-kor érte el csúcsintenzitását 895 mbar-os (hPa;26.43 inHg) nyomással, és 285 km/h feletti 1 perces átlagszélsebességgel, és 330 km/h körüli abszolút lökésekkel. A hurrikán ezen a ponton 499 km-re délre a Mississippi deltától, és észak-északnyugat felé haladt tovább. Az előrejelzések alapján valószínű volt, hogy a nem sokkal korábban Katrina által sújtott New Orleans felé mehet a vihar. Hatalmas pánik tört ki, hiszen New Orleansban még mindig katasztrofális állapotok uralkodtak, amikor közelgett az újabb csapás. Óvatosságból több millió embert evakuáltak a vihar érkezése előtt Louisianában és Texasban. Rita 18 óráig maradt 5-ös erősségű, amikor a vihar magjában kezdett szétesni a szemfal, ezért életbe lépett a "szemfal megújítás"(eyewall replacement), amit a hurrikán saját energiájából fedez, hogy "visszaépítse"/megerősítse, kiújítsa szemét. Rita szeptember 22-én 18:00 UTC-kor 4-es kategóriájúvá gyengült, és egyre inkább északnyugat felé kezdett húzódni ismét. Rita egy stabilabb, és kibővültebb szemmel haladt tovább, így átlagszele állandósult, majd újra nőni kezdett, viszont Rita hűvösebb vizek felé "evezett: ÉNY felé, így erősödni már nem tudott, és gyengülni kezdett. Rita szeptember 23-án 07:40 UTC-kor visszaesett a 3-as kategória legfelsőbb tartományába, s végül megkegyelmezett a megtépázott, és víz alá került New Orleansnak, ugyanis 3-as kategóriájú hurrikánná mérséklődve ÉNY-i ívett vett, és Louisiana legdélnyugatibb részében, Johnson Bayounál, illetve Texas délkeleti részénél, Port Arthurnál ért partot 190 km/h-s (118 mph) átlagszeleivel, és 245 km/h-s abszolut széllökéseivel, és 937 mbaros (hPa;27.67 inHg) nyomással. A vihar szeme a határ mentén haladt át. Az eső elárasztotta a Texasi Texas Point National Wildlife Refuge vadrezerváum területét, a Salt Lake és a Shell Lake vízszintje drasztikusan megduzzadt. Habár Rita jóval "kevesebb" kárt okozott, mint a Katrina, így is jelentős károk keletkeztek, főként a sík és alacsony fekvésű Louisianai Holly Beachen, és további áradásokat okozott Texas területén, leginkább Beaumont belvárosában, és Orange-ban. Deweyville-ben (Texas) is okozott károkat a heves zivatar és csapadék. A Sabine Pass (LA, ami a Sabine lake (Louisiana-Texas határa) természetes árterülete, szintén jelentősen megáradt, holott természetes állapotában (még szárazságban is) meg van. A víz elöntötte a környező lápos vidéket és partszakaszokat, a mocsarak víz alá kerültek, mintha a Sabine Lake területet volna, a Mexikói-öböllel egybefolyt.
A Rita belföldön gyorsan gyengülésnek indult, hamarosan lecsökkent kettes hurrikánná, a landolása után 11 órával már csak 1-es erősségű volt, rá egy órára (12 órával partra érkezése után) csupán trópusi vihar erősségű átlagszél fújt benne (105 km/h-s átlagszél, az abszolút lökés 155 km/h). A vihar szemfala az államhatárral párhuzamosan haladt észak felé tovább az Egyesült Államok belseje felé. A Texasi meteorológusok kijelentették, hogy az egyre gyengülő vihar hamarosan elveszti a trópusi vihar-erejű átlagszeleit, de kiterjedése nagyobb lehet. A Rita szeptember 25-én éjjel még trópusi viharként érte el Arkansast, de 06:05 UTC-kor az NCH leminősítette a vihart trópusi depresszióvá. A Rita szeme, spirális alakja és rotációja még mindig nagyon jól láthatóak voltak, pedig általában ilyen állapotban már a trópusi ciklonok nem felismerhetőek, csak "felhőtömbök". Rita átlagszele itt 63 km/h volt, a lökései pedig 105 km/h-sak. Arkansas-ra is jelentős csapadékot hullatott a vihar, de komolyabb károkat nem okozott. Ritából az USA területén kipattant pár tornádó mérsékeltebb károkat okozva. A ciklon Illinois felett jelentősen vesztett konvekciójából és erejéből is, 45 km/h-ra esett vissza az átlagszele, és csak 70 km/h-s "szélrohamok" fújtak benne, miután északkelet felé kezdett fordulni. Szeptember 25-én estére a vihar átlagszele 35 km/h alá ment, és a legsebesebb széllökés sem haladta meg benne az 55 km/h-t, másnap reggel pedig (szeptember 26-án 06:00 UTC-kor) Ritát poszt-trópusi ciklonná degeneráltál, nem sokkal később szétterjedt a felhőzet, és már csak egy nagyobb kiterjedésű alacsony légnyomású terület volt, csapadékkal és nyirkos levegővel. A nyomás kis idő múlva növekedett, Rita maradványai a Nagy-tavak irányába "úsztak" az égen, és keletre fordulva kilépett a nyílt óceánra, és a felett már-már inkább délkeletre fordulva ment tovább Nyugat-Afrika partjai felé. Az óra mutató járásával megegyezően, ahogyan az Atlanti-Óceánon haladnak a trópusi ciklonok.

## Károk, áldozatok

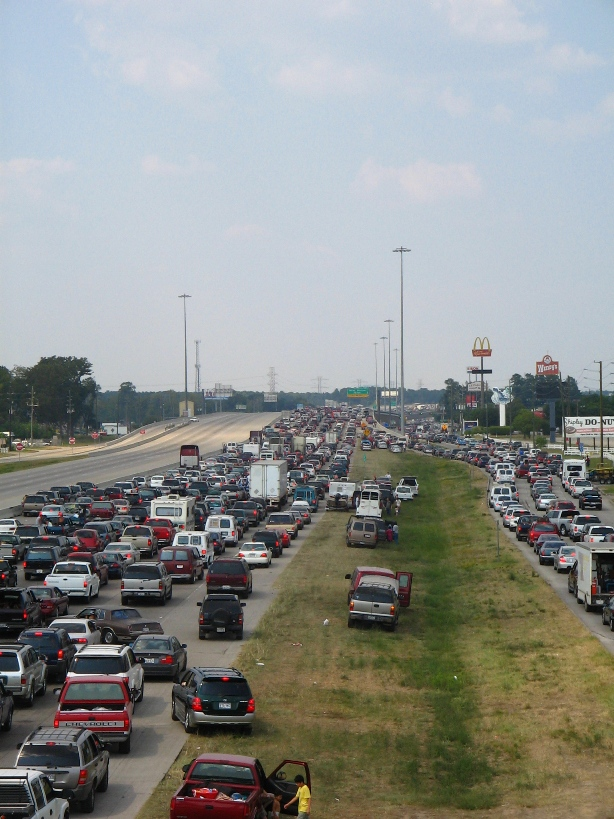
Evakuálás miatt kialakult dugó Kelet-Texasban.

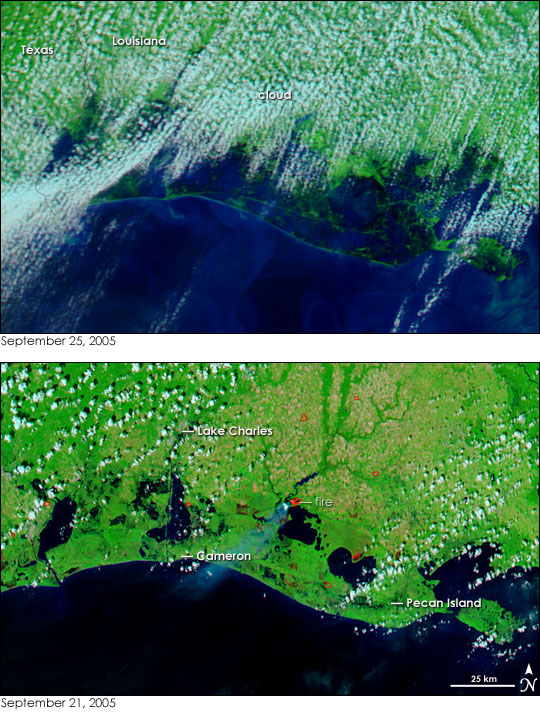
A Rita vízzel elöntött területei.

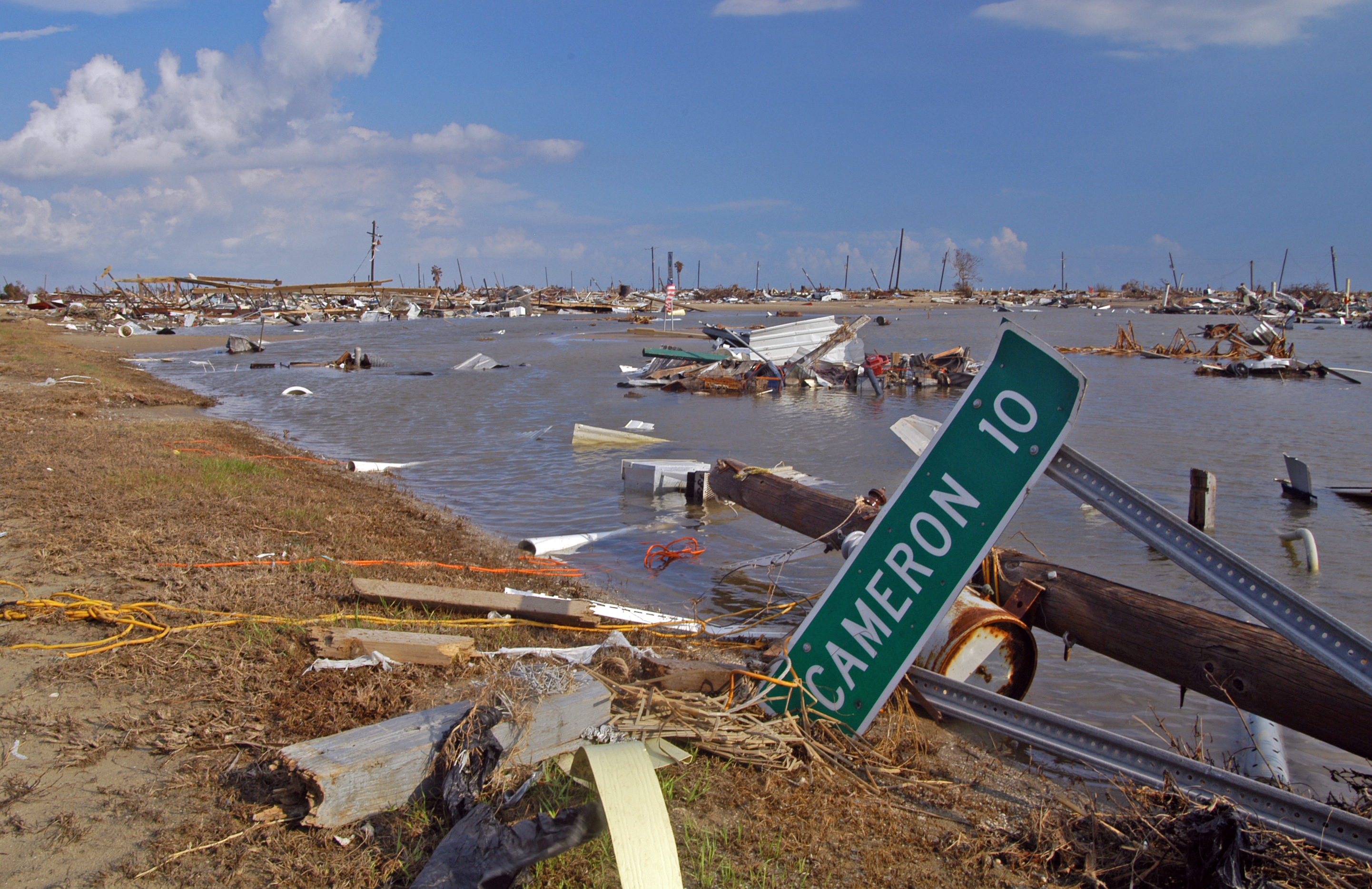
Holly Beach,(Louisiana) a viharok után

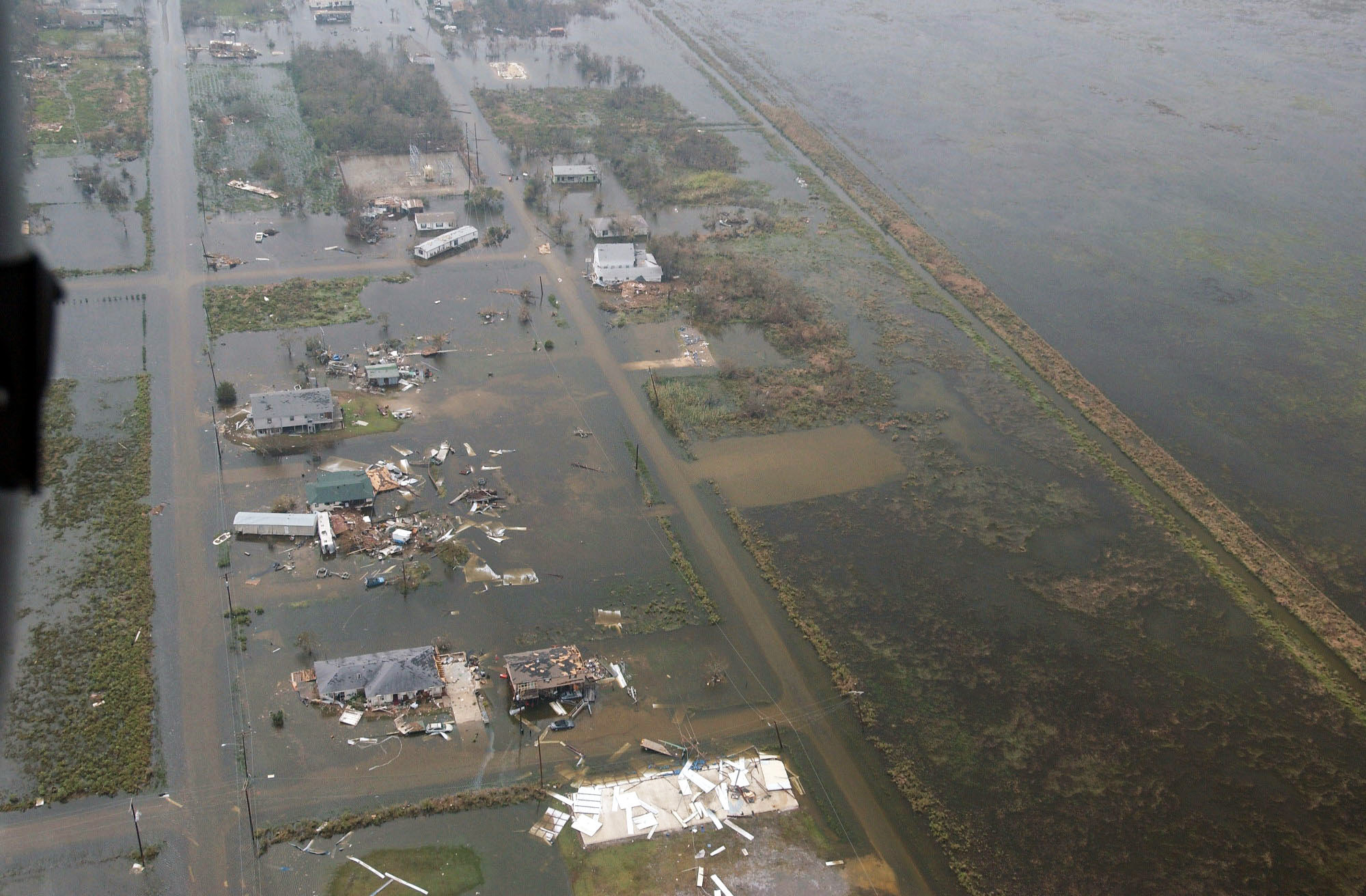
Árvíz és belvíz Galvestonban,Texasban

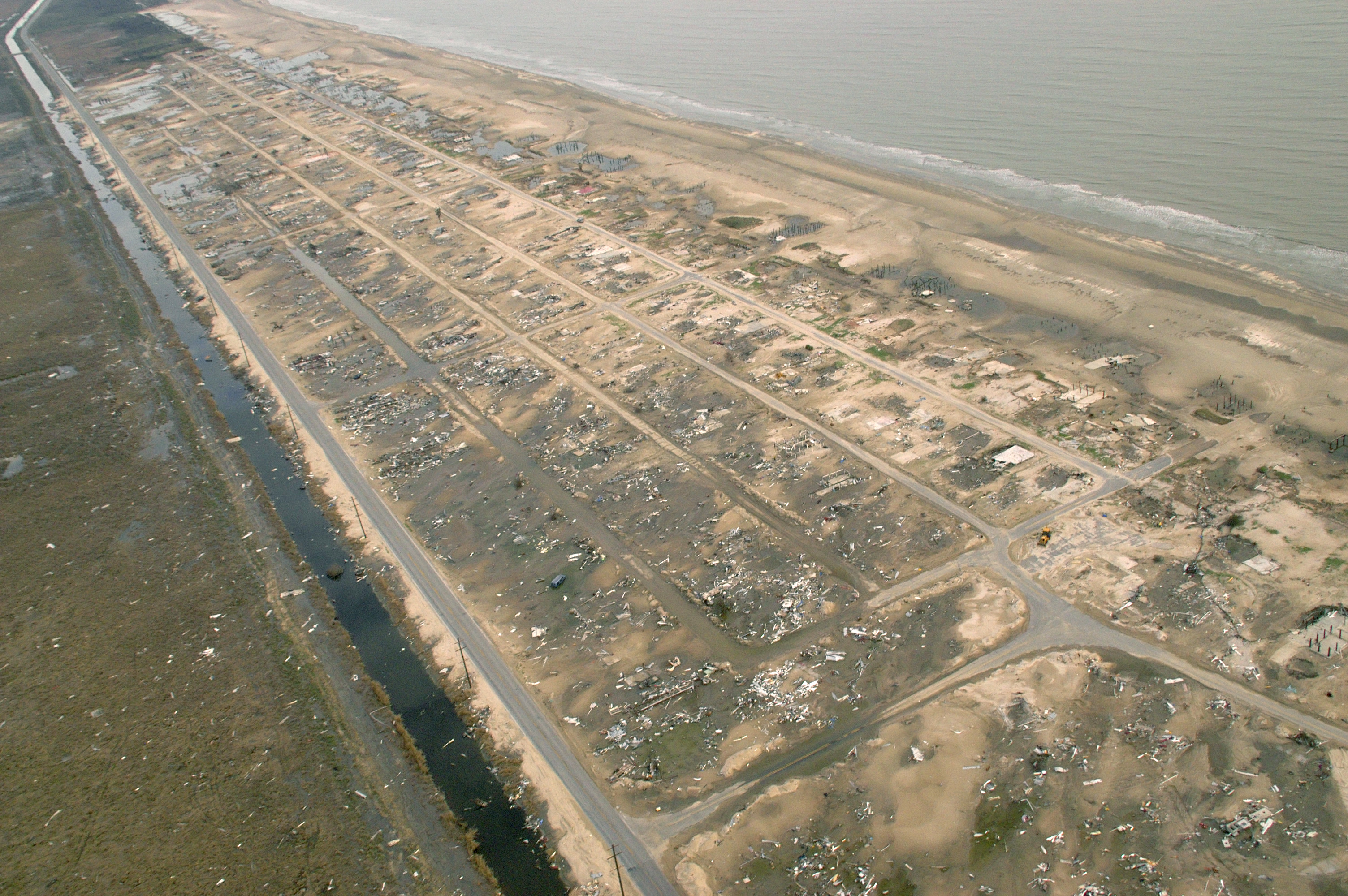
kár Louisianában

### Halálozások
Rita összesen 120 halálos áldozatot követelt, melyből 2 Floridában, 1 Louisianában, 1 Mississippiben, Texasban pedig 113 történt. 120-ból mindössze 7 volt közvetlen. Egy halál a Rita által kipattantott tornádó következtében történt, 1 az árvíz következtében (fulladás, Louisiana), továbbá 3 ember halálát is okozták a kidőlt fák. Floridában mindkét haláleset okozói a távolra betörő hullámok. Texasban történt a legtöbb haláleset, itt a közvetlen halálesetek közé tartozik az árvíz,a hullámok, zivatar, tornádók, és egyéb Rita által okozott effektek. További halálesetek közé tartozik még az evakuálás közbeni balesetek, autóbalesetek, bűnözések, tűzesetek, egészségügyi balesetek, mérgezés, betegség, fertőzés, sürgősségi segítségnyújtás elmulasztása, stb.

### Karib-szigetek, Nagy-Antillák
Rita légköri képződményként Puerto Rico területén okozott némi csapadékot, károkat nem.

#### Turks- és Caicos-szigetek
Trópusi depresszióvá fejlődve a Rita elérte a szigetcsoportot, és esőzést okozott, összesen 130 mm (5 in) eső hullott. Az erősödő szél nagy károkat nem okozott, és árvíz sem keletkezett. Csak nagyon minimális kár volt.

#### Bahamák
A Rita kicsapongó szele és a viharban lévő túlfeszültség nőtt, az átlagszél pedig meghaladta a trópusi vihar kategóriához szükséges minimumot, amikor a Bahamákhoz ért a ciklon. Az erősödő szél érte a szigeteket, de nem érkezett kárról bejelentés, valószínűleg nagyon csekély volt. A Nassaui Nemzetközi Repülőtér mindenesetre bezárt. A Bahamákra és a Turks- és Caicos-szigetekre figyelmeztetést adtak ki trópusi viharra.

### Kuba
Kubában Rita 105 km/h-s (65 mph) szelet produkált, a lökések pedig ennél magasabbak voltak, a mért csapadék pedig egyes helyeken 127 mm (5 in) volt. Ez már nagyobb károkat okozott Kuba infrastruktúrájában, de halálos áldozatot nem követelt. A Havannai-öböl területén a vízszint jelentősen megemelkedett és a tenger megáradt, és elárasztotta a város egyes részeit. Nagyjából 400,000 háztartás maradt áram nélkül. 2 óra alatt több, mint 210 mm (8.2 in) csapadék esett le Bauta városában. A szakadó eső miatt 34 otthon vált lakhatatlanná a fővárosban, így több embert kilakoltattak egy időre. Több ültetvény is tönkrement a város határában, főleg a tengerhez közelebb esőek. A hevesebb viharok következtében egyre több város lett elárasztva esővízzel a belsőbb területeken is. Kubában 150 000 embert kellett evakuálni különböző menedékhelyekre, sok üzlet és létesítmény pedig bezárt. Kubára is volt kiadott figyelmeztetés trópusi viharra, a délebbi területekre pedig heves viharokra.

### Florida
Rita 130 mm esőt zúdított Tenraw városára,de egyes helyeken a Florida Keys szigetcsoporton 250 mm csapadék hullott. Dél Floridaban 32 km sugárban keletkezett heves zivatar és felhőszakadás, és ebben a sávban keletkezett kisebb belvíz és áradás. Key Westben 77 mm csapadék esett, és a szigetcsoport területén átlagban 76.3 mm hullott (vagy több), csak a déli részen esett jelentősen nagyobb mennyiség. A Key westnél 100 km/h-s átlaglökések, és 122 kmh/h-s abszolút lökések fújtak ekkor. A szigetcsoporton 200 otthont öntött el az árvíz. A vízállás 1,5 láb magas volt, de a szél egyes helyeken 3 láb magasra borzolta fel a vizet. Miamiban is megnőtt a vízállás és kijjebb húzódott a tenger, de árvízről nem érkezett jelentés. A déli oldalra néző tengerpartokon néhol gyenge erózió alakult ki. Dél Floridában 126 000-en maradtak áram nélkül. Lake Worth környékén egy felhőtölcsért is megfigyeltek. Rita 2 halálos áldozatot követelt, ebből 1 az Északnyugat Floridai Miramar Beach-en történt, ahol a Rita egyik maradványfelhőzete okozott nagy hullámokat és záporokat. A kár Floridában 200 000 USD volt összesen.

### Louisiana,Texas, és az USA
A Rita Louisiana államban 8 millió dollár kárt okozott, egy ember pedig megfulladt az árvíz miatt. A legtöbb kár Louisiana délnyugati részében, a Mississippi Deltától nyugatra, és a Texasi határtól keletre, főként a Sabine Pass-nél keletkezett. A viharos szél pedig több, mint 1 millió vevőt érintett az áramszolgáltatás üzemeltetésével kapcsolatban. 601,183 háztartásban ment el az áram, és további durván 400,000-ben pedig akadozott, vagy kifogásolható volt. Terrebone Parishben (Louisiana) a vízállás egyes helyeken elérte a 7 láb magasságot. 10,000 otthon lett elárasztva, és legalább még kétszer ennyi átázva és beázva. Sok embert csónakkal kellett kimenekíteni az otthonukból, mert bennragadtak. Ebből 100 embert a háza tetejéről kellett lehoznia a tűzoltóknak. A Mississippi delta előtti csatorna, ami New Orleans városa felé vezet, újra kiöntött, mivel már egyszer kiöntött, és most sikerült lenyomni, de a vízállás magas volt, így újra elárasztotta a vidéket. Ha a Katrina hurrikán nem árasztja el a vidéket, valószínűleg a Rita idején sem önt ki a csatorna. Vermilion Parish tartományban is nagyobb áradások alakultak ki, a megye székhelye is az árvíz áldozatául esett, de a 10 láb magas áradás 100%-ban elöntötte az állam előterében lévő Pecan-szigetet, és a parton lévő kisebb falvakat, üdülővárosokat. 1,000 embert vállaltak a helyi menedékek, de a szigetről csak 250 embert kellett kimenteni, és 880-at kilakoltatni, így senki nem maradt utcán. Tagadhatatlanul Louisiana délnyugati része a legkevésbé felszerelt és modern része az államnak. A mocsarak és lápos területek tavakká változtak az állam belső területén, a szúnyogok pedig elszaporodtak. A legnagyobb mért vízállás végül 18 láb (5.51 m) lett, az esőzés folytatódása után Cameron Parishban. A legnagyobb kárt szenvedett tengerparti üdülő a Holly beach volt. A Lousianai Hackberryben lévő házakban jelentős károk keletkeztek, de ez az egész vidékre elmondható. A partközeli városok szenvedték a legjelentősebb szélkárokat. Johnsons Bayou területén a fák felében jelentős károkat okozott a szél, a Sabine Lake megáradt természetes árterülete pedig elöntötte a vidéket. Rita tovább gyengülve és haladva északra lépett be később DeSoto és Caddo Parishes tartományba, már jóval csekélyebb károkat okozva. Észak Louisianában ennek ellenére is további 17,500 ház maradt áram nélkül, mielőtt Rita átlépte az arkansasi határt.
Arkansas és Észak-Louisiana területein is átlagban 250 mm csapadék hullott le órákon belül a Big Black folyó területein is, ami ki is apadt. Mississippi államban is széles körű esőzést okozott, széllel kísérve. Az esőzés leginkább Yazoo és Warren tartományokat érintette, 200 mm feletti csapadékot lezúdítva ezen helyekre. Yazoo tartományban rengeteg otthon, és épület került a víz alá, így 6 millió dolláros kárt okozva. Warren államban is hasonló volt a helyzet, de ott valamennyivel kevesebb kár (2,7 millió dollár) keletkezett. Holmes, Hinds és Madison tartományokban is keletkeztek árvíz miatti károk, a háromban összesen 2 millió dollár. Monroe tartományban 150 mm eső esett 110 km/h-s átlagszélsebességgel, ami miatt több közutat is elárasztott a víz, ezzel a közlekedést lassítva. Mississippiben nem okozott halálos áldozatokat a ciklon. Mississippiben a Rita viharai tornádókat eredményeztek, az államban 54 tornádó is kialakult, a legnagyobb EF3-as volt. A Mississippi Völgy egész területén árvizeket okozott Rita (Adams megyében több fa dőlt ki, és zuhant házakra, autókra. A megye területén 270 000 dollár kár keletkezett, a többi tartományban minimálisabb).

#### Texas

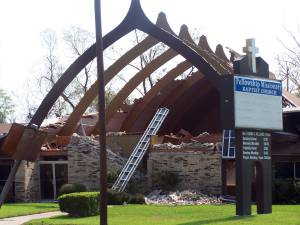
Sérült templom Beaumontban

Texasban a nagyobb károk a délkeleti, keleti, északkeleti régióra korlátozódtak. A legtöbb kár itt is a szélnek, esőzésnek és az árvíznek volt köszönhető. Belföldön 160 km/h távolságban észak felé lehetett érzékelni hurrikánerősségű átlagszelet. A Piney erdő faállományában nagy károkat okozott a nagy szélsebesség, főként a magasabban fekvő területeken. Az épületek a Mexikói-öböltől a Sabine tó, folyó mentén a partvidéken, és annak közelében szenvedték a legnagyobb károkat, a Toledo Bend Reservoir-ig. Texason belül a legnagyobb károk Orangeben, Jeffersonban, Hardinban, Jasperben, Newtonban és Tylerben keletkezett, ahol a kommunikációs és elektronikus eszközök nagy kárt szenvedtek. Szinte az egész területen elmemt az áram, és egyes helyeken hetekig, vagy akár hónapokig nem állt helyre az áramszolgáltatás, valahol pedig 6 hónapig is kifogásolható volt, akadozott. Port Arthurban, Beaumontban és Orangeban (város) nagy mértékű károkat okozott a viharos szél, a város alacsonyabb fekvésű területein a hirtelen leszakadó csapadék, illetve a kidőlt fák, kidőlt fák által tönkretett felszerelések, valamint a zuhanó és úszó törmelék is gondokat okozott. Beaumontban a fák mintegy 25%-a kidőlt, vagy jelentős sérüléseket szenvedett. Grovesban, a Mexikói-öböl mellett, a Sabine partján is nagy kár keletkezett a növényzetben. A "Pekándió fesztivál" városhazájában a pekándiófák java is hasonló sorsra jutott, a termés nagy része odaveszett. Port Nechesben a vízkezelés, az ivóvízszolgálat szenvedett anyagi károkat, és az árvízvisszaszorítás is sikertelennek bizonyult. Többen kaptak el kisebb fertőzéseket és hasmenést. Galvestont hamar elárasztotta az eső és a tenger, mivel nem volt megfelelően védve az ilyen helyzetek ellen. A Strand District történelmi város részében tűz ütött ki nem sokkal Rita partraérése után, ami gyorsan terjedt az erős szél miatt, még az eső ellenére is, ami még mérsékelten hullott. A tűzoltók szerencsére gyorsan kapcsoltak, és hamar kiértek, így megfékezve a tüzet megmentettek számos történelmi épületet. Szerencsére komolyabb kár és sérülés nem történt. Houston megmenekült a nagyobb károktól, és csak a belső városrész magasabb épületeiben keletkezett kár (betört ablakok, vakolatsérülés). Néhány fa itt is "elborult", vagy letörtek az ágai, amik kisebb károkat okoztak. A legtöbb haláleset Harris tartományban történt, itt 31 halálesetet regisztráltak. A legtöbb halálesetért az evakuálás közbeni fennakadások és zavargások felelősek, illetve az utakat elöntött esőhöz köthető, csak nagyon kevés halálesetett okozott fulladás, vagy az erős szél hatásai. Houstontól északra 188 km/h-s lökést mértek, és az erősödő csapadék miatt megerősítették a gátat. A Sabine Pass melletti tűzoltóságot teljesen megsemmisítette a vihar, ezért újjáépítették, 2006-ra teljesen elkészült. Később, 2008-ban az Ike hurrikán az újonnan épített tűzoltóállomást ismét lerombolta. Az evakuálás miatt nagy területen alakult ki forgalmi dugó, amik eredményeztek baleseteket, lopást, fosztogatást, verekedést és bűnözést. Egyesek az autójukban fulladt meg, valakit elvitt az ár, több autóra dőlt fa, vagy zuhant törmelék. Beaumontban,Orangeban és Port Arturban csekély számú halálozás történt. Texasban összesen 113-an haltak meg, Mississippiben 4-en. Arkansas-ba, Alabamába, Missouriba, Tennesseebe, Illinois-ba, Ohióba, Kentuckyba, Michiganbe, Georgiába Rita áztató esőt és záporokat, zivatarokat hozott, a szél által csak minimális kár jött létre. Ezen államokban 70 és 110 mm közötti csapadék hullott átlagban. Alabamában 22 tornádó jött létre, és számos tuba. Ezek izolált, helyi károkat okoztak, államszerte $1,2 millió dollárt. Arkansasban is keletkeztek földet is érő tölcsérek, melyek F0 és F2 közti nagyságúak voltak. Nagyobb károkat nem okoztak, szerencsére városokba nem tértek be, csak 5 sérültet hagytak maguk mögött. Nagyjából 1 millió dollár kár keletkezett az államban, 2976 háztartás maradt áram nélkül.

### Egyéb helyek
Rita maradványai szeptember 26-án egy frontális ciklonná alakultak át. Pennsylvania, Connecticut és a Virginiák kaptak Ritából további csapadékot, de sem haláleset, sem árvíz, vagy nagyobb széllökés és jelentős kár sem keletkezett (0-10000 dollár).
A maradványok kelet felé távoztak az Atlanti-óceánra.

## Egy emlékezetes hurrikánszezon
Rita a 2005-ös hurrikánszezon része, amely az összes hurrikánszezon közül az eddigi legaktívabb (1850 óta). A szezonban 31 rendszer keletkezett, ami rekord magas, valamint az utolsó ciklon a szezonban, a Zeta trópusi vihar 2006. január 6-án oszlott szét, vagyis átcsúszott a 2006-os évre. Az ábécét már újra kellett kezdeni a görög ábécé betűivel, mert az ez évre Atlanti-hurrikánoknak szánt névlista a végére ért, de újabb trópusi depressziók alakultak ki. Rita is ötös erősségű hurrikán volt ebben a szezonban, és jelentős pusztítást is végzett Texasban és Louisianaban, de ennek ellenére elveszett a Wilma, és a Katrina árnyékában. Sokan szinte el is felejtették.

## Fordítás
Ez a szócikk részben vagy egészben  a   Hurricane Rita című angol Wikipédia-szócikk fordításán alapul.  Az eredeti cikk szerkesztőit annak laptörténete sorolja fel. Ez a jelzés csupán a megfogalmazás eredetét és a szerzői jogokat jelzi, nem szolgál a cikkben szereplő információk forrásmegjelöléseként.